# Marva Wright
Marva Wright (New Orleans (Louisiana), 20 maart 1948 - aldaar, 23 maart 2010) was een Amerikaanse blueszangeres.
Toen ze negen jaar oud was zong Marva Wright in de kerk, met begeleiding van haar moeder, een pianiste en gospelzangeres. Als kind won ze ook een prijs in een zangwedstrijd. Gospelzangeres Mahalia Jackson was een familievriend.
Marva Wright begon pas professioneel te zingen in 1987, toen ze bijna 40 jaar oud was, als bijkomende job om haar gezin te onderhouden. Haar eerste plaatopname heette Mama, he treats your daughter mean en werd in 1981 gemaakt tijdens een optreden in New Orleans. In 1991 maakte ze haar televisiedebuut. Later dat jaar verscheen haar eerste album Heartbreakin' Woman. Opvolger Born With The Blues verscheen in 1993. Haar laatste album, After The Levees Broke, dateert van 2007, nadat de orkaan Katrina haar huis en bezittingen verwoestte.
Daarnaast zong Marva Wright backing vocals voor artiesten als Allen Toussaint, Glenn Campbell en Joe Cocker. Ze werkte ook samen met onder meer Harry Connick, Jr., Bobby McFerrin, Aaron Neville, Fats Domino, Lou Rawls en Marcia Ball.
In mei en juni 2009 kreeg Marva Wright twee beroertes, waarvan ze nooit meer volledig zou herstellen. Op 23 maart 2010, enkele dagen na haar 62ste verjaardag, stierf ze ten huize van haar oudste dochter in New Orleans.

## Discografie
- Heartbreakin' Woman (1991)
- Born With The Blues (1993)
- Marva (1994)
- My Christmas Song (1994)
- I Still Haven't Found What I'm Looking For (1995)
- Marvalous (1995)
- Bluesiana Mama (1997)
- Let Them Talk (2000)
- Glitter Queen (2002)
- Blues Queen Of New Orleans (2004) (compilatie)
- Do Right Woman: The Soul Of New Orleans (2006) (heruitgave van "Born With The Blues")
- After The Levees Broke (2007)

,